# Maria Fidecaro
Maria Fidecaro (Roma, 1930-17 de septiembre de 2023) fue una física experimental italiana centrada en la física de partículas. Ha pasado la mayor parte de su carrera en el «CERN», donde hoy tiene el estatus de miembro honorario del personal. María se licenció en Física en la Universidad de Roma en los años cuarenta. En 1954, obtuvo una beca de la Federación Internacional de Mujeres Universitarias para investigación en la Universidad de Liverpool.  

## Investigación científica
En julio de 1955, se casó con Giuseppe Fidecaro, un compañero físico. En 1956, María obtuvo la beca en el «CERN». Está entre los científicos pioneros en el «CERN» desde el establecimiento de la institución en 1954. Después del matrimonio de María, ella y Giuseppe llevaron a cabo experimentos con piones. María trabajó con una cámara de difusión y Giuseppe con un contador de vidrio de plomo Cherenkov.
María y Giuseppe también participaron en el experimento de rayos cósmicos en los Alpes italianos justo después de la guerra. El experimento se estableció en 3500 metros en la cara de Matterhorn, utilizando un detector de 1 metro cuadrado.
Después de que María y Giuseppe se mudaron a Ginebra, Giuseppe fue asignado a la División de Sincrociclotrón. «Synchrocyclotron» fue el primer acelerador que se construyó en el «CERN» en 1957. Mientras tanto, María trabajó en un método novedoso para proporcionar haces de protones polarizados que se utilizarían para la colisión de partículas en el acelerador.
A lo largo de su carrera como física experimental, ella co-firmó cerca de 200 publicaciones.
La mayoría de sus investigaciones se relacionan directamente con los experimentos, incluida la interpretación de las mediciones y los resultados en la búsqueda de nuevas partículas. En los primeros trabajos de María en la década de 1960, estudió la dispersión del intercambio de carga nucleón-nucleón, registró datos sobre procesos electrodinámicos de alta energía.
Su trabajo de investigación también abordó el fenómeno de la dispersión de protones y protones elásticos. En la década de 1990, investigó el diseño y prueba de un prototipo de calorímetro electromagnético de muestreo de gases de granularidad y colaboró en la construcción de un detector de fotones sensible a la posición para el experimento «CPLEAR». El experimento «CPLEAR» tiene como objetivo llevar a cabo mediciones de precisión de PC, T y CPT de los sistemas de kaones neutros. 
El otro trabajo de María se centró en los aspectos fenomenológicos de la física de partículas. Estudió las simetrías fundamentales en los sistemas de kaon neutrales. Mediante las mediciones de interacciones y decaimientos de los kaones neutrales, se encontró información nueva y detallada sobre la invariancia de la CPT en la evolución y decaimiento del tiempo. El nuevo nivel de precisión de los experimentos puso en tela de juicio la validez de algunas de las hipótesis a menudo tácitamente asumidas en la física de partículas.
María también participó en la búsqueda de violación de PC (violación de paridad de cargo) en el experimento «NA48». Después de que la teoría de la violación del PC en la decadencia del sistema de kaon neutral fue confirmada experimentalmente, el descubrimiento ganó el Premio Nobel de Física en 1980 a los descubridores de las teorías, James Cronin y Val Fitch. El descubrimiento jugó un papel importante al ayudar a los científicos a explicar el predominio de la materia sobre la antimateria. 

## Vida personal
María y Giuseppe Fidecaro fueron los primeros científicos entre un total de 300 a 400 empleados cuando se fundó el «CERN». Durante su tiempo, pocas personas pudieron hacer experimentos en el «CERN». María comenzó con un grupo de sólo tres científicos.
La pareja, que lleva 60 años dedicados a la investigación en el «CERN» desde su inicio, es considerada como un recuerdo vivo del instituto.